# Oostenrijks-Turkse Oorlog (1788-1791)

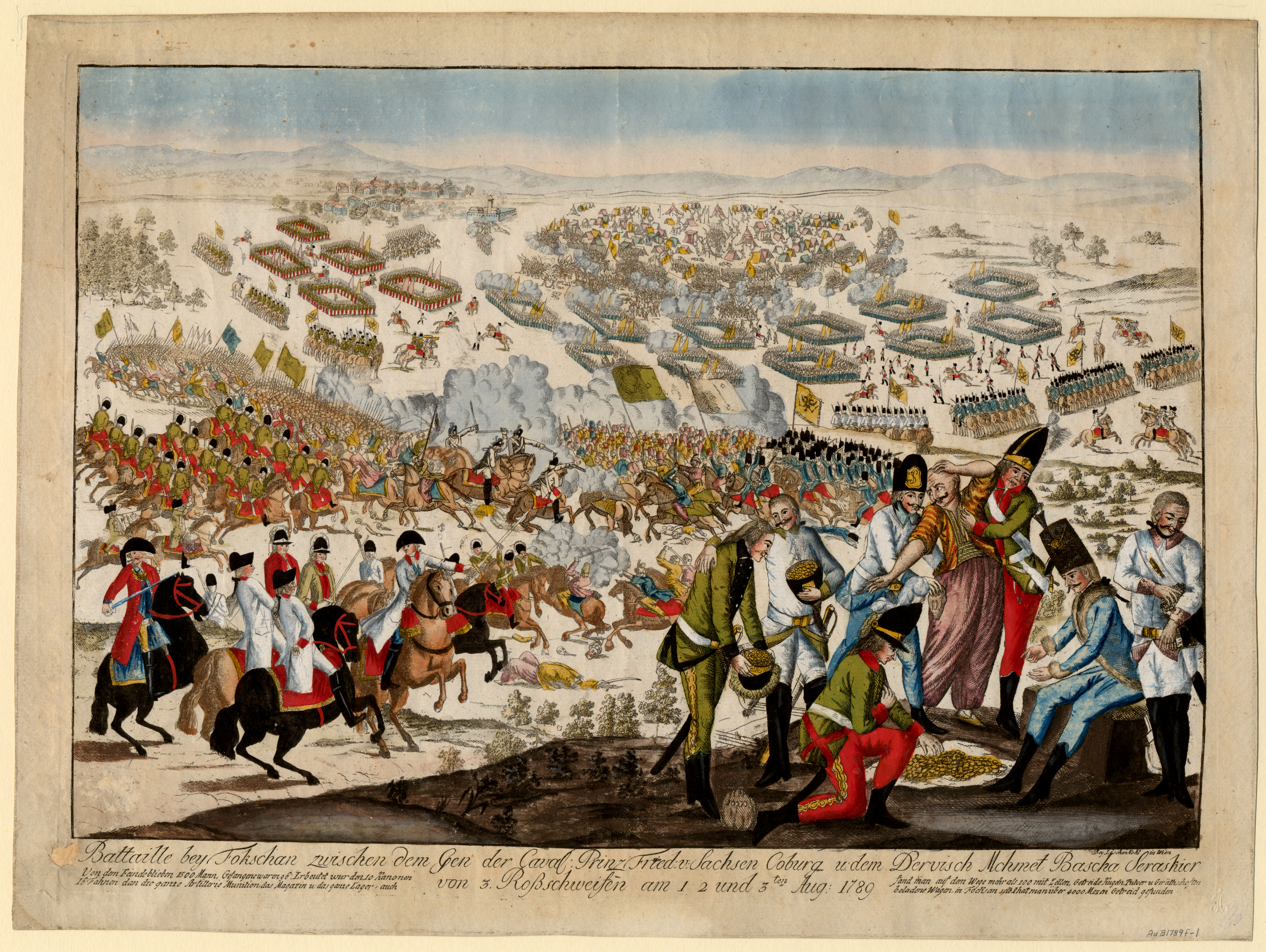
Tijdens de slag bij Focșani werd het Oostenrijkse leger geleid door prins Frederik van Saksen-Coburg

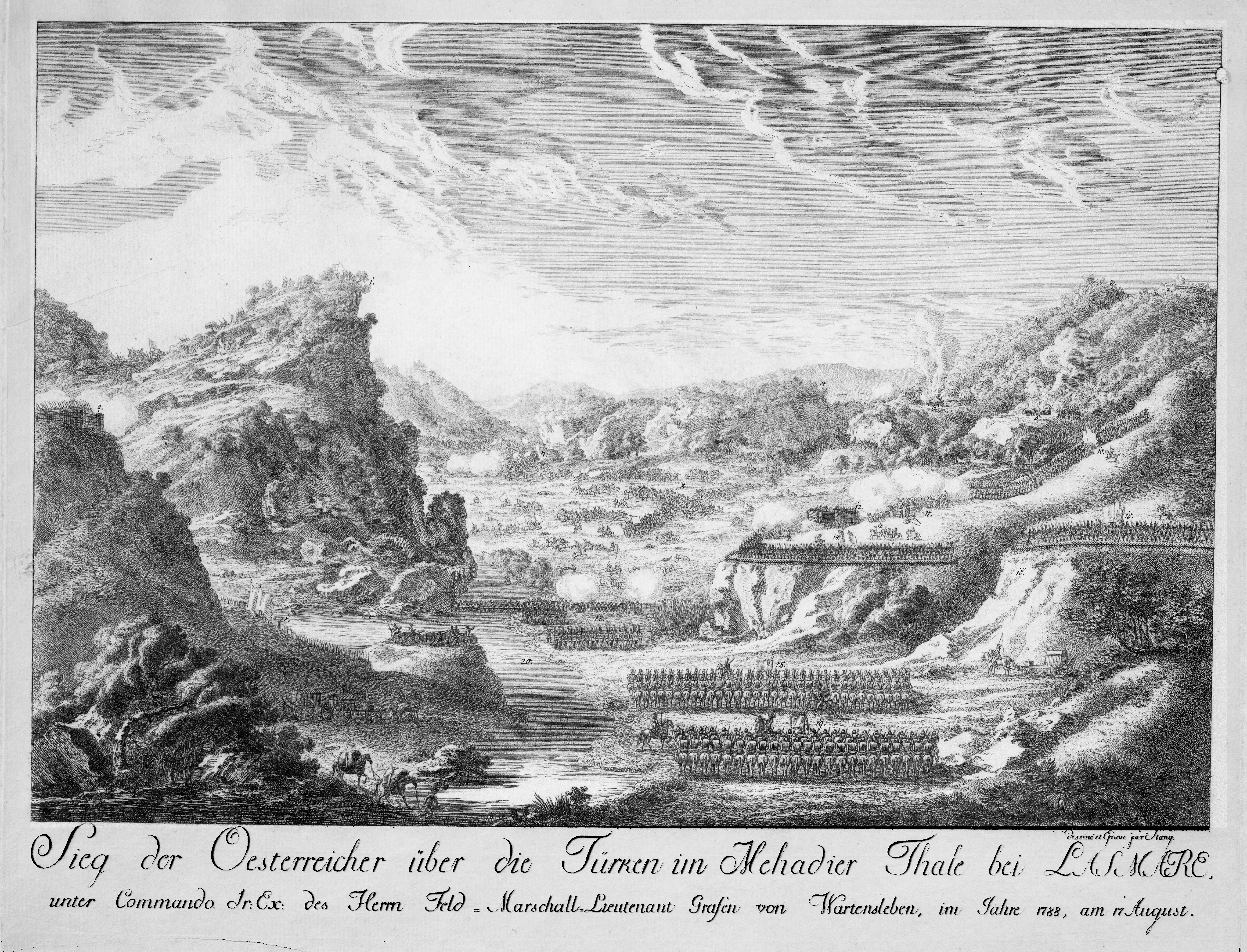
De Oostenrijkse overwinning bij Mehadia

De Oostenrijks-Turkse Oorlog was een gewapend conflict tussen het Habsburgse en het Ottomaanse rijk, dat gedeeltelijk samenviel met de Russisch-Turkse Oorlog tussen 1787 en 1792.

## Verloop
Op 9 februari 1788 verklaarde Oostenrijk de oorlog aan Turkije om bondgenoot Rusland te steunen. Toch was de houding van Oostenrijk halfslachtig, want deze oorlog werd niet gesteund door Pruisen en ook de situatie in de Oostenrijkse Nederlanden baarde keizer Jozef II van Oostenrijk zorgen. Franz Moritz von Lacy leidde de Oostenrijkse troepen en een eerste confrontatie vond plaats op 10 februari 1788 bij Drežnik Grad in het huidige Kroatië.
In Moldavië streden Oostenrijkse en Russische troepen samen en op 22 maart vond er een slag plaats bij Botosani en op 18 april bij Iași. Op 24 april werd de Servische stad Šabac veroverd op de Ottomanen. Van 7 tot 31 augustus belegerden de Turken de Oostenrijkse troepen op de versterking van de Veteranische Höhle. De Oostenrijkers gaven zich over met vrije aftocht. Van 9 tot 26 augustus werd ook het Bosnische Dubica belegerd. De oorlog werd gekenmerkt door een slechte bevoorrading en de uitbraak van ziekten onder de troepen.
Op 28 augustus 1788 werd Lacy vervangen door Gideon von Laudon en hij zou de Oostenrijkse campagne leiden tot eind 1789. De Oostenrijkse en Russische troepen vochten samen op 31 augustus bij Belcești in Moldavië en op 2 september bij Gradiska rond het Turkse fort Berbir. Van 2 juli tot 19 september werd het Turkse fort van Chotyn belegerd. Uiteindelijk gaven de Turkse verdedigers zich over maar ze konden bedingen dat ze volledig bewapend mochten vertrekken. Er werd ook gevochten bij Novi Grad op 3 oktober en bij Banatska Palanka op 21 oktober. De campagne hervatte op 9 april 1789 bij de Branpas, op 23 juli opnieuw bij Chotyn en van 31 juli tot 3 augustus bij Focșani. In augustus behaalden de Oostenrijkse troepen geleid door graaf von Wartensleben een overwinning bij Mehadia in de Banaat. Op 22 september werd er gevochten bij Mărtinești. Een grote overwinning volgde er toen de Oostenrijkers na een belegering van bijna een maand op 8 oktober Belgrado konden innemen.
Op 20 februari 1790 overleed de Oostenrijkse keizer Jozef II en hij werd opgevolgd door Leopold II. Intussen had de Franse Revolutie plaatsgegrepen, een gebeurtenis die de Europese gekroonde hoofden steeds meer zorgen baarde. De laatste gevechten van de oorlog vonden plaats in 1790 onder de Oostenrijkse veldheren François Sébastien de Croix de Clerfayt en Michael von Wallis. Op 17 april 1790 werd Orșova veroverd op de Turken. Er volgden nog gevechten op 8 juni bij Giurgiu, 26 juni bij Calafat en 20 juli bij Cetingrad.

## Einde
Op 4 augustus 1791 sloten Oostenrijk en Turkije vrede in Sistova, waarbij Oostenrijk afstand deed van de meeste veroverde steden. Enkel de stad Orșova en enkele kleinere gebieden werden geannexeerd. Oostenrijk kreeg zo de handen vrij om te reageren op de Franse revolutionairen, die op 8 juli de Oostenrijkse bondgenoot Pruisen de oorlog hadden verklaard. Op 27 augustus werd door de Declaratie van Pillnitz tussen keizer Leopold II, koning Frederik Willem II van Pruisen en de Franse graaf van Artois, broer van Lodewijk XVI, Frankrijk de wacht aangebonden.